# Адзуки
Вигна угловатая (лат. Vigna angularis), или фасоль угловатая, или адзуки (яп. 小豆) — вид однолетних травянистых растений рода Вигна (Vigna) семейства Бобовые (Fabaceae), распространённый по всей Юго-Восточной Азии и в Гималаях. Имеет мелкие бобы размером около 5 мм. Наиболее известна красная разновидность, однако бобы бывают чёрными, белыми, серыми и различных пёстрых оттенков. Угловатая вигна была одомашнена в Гималаях. На Корейском полуострове и севере Китая адзуки выращивали уже в 1000 году до н. э. Позже вигна попала в Японию, где сегодня является вторым по популярности бобом после сои.

## Названия
Название «адзуки» — это транслитерация японского названия фасоли. Слово адзуки (яп. アズキ) может записываться как каной, так и китайскими иероглифами 小豆 «малые бобы», по аналогии с соей (яп. 大豆 дайдзу, большие бобы). Слово 小豆 является дзюкудзикуном.

## Значение и применение
Солома после обмолота используется на корм лошадям. Зерном в Индии откармливают свиней и лошадей. Сено и зеленый корм ценится как молокогонный корм.
В азиатской кухне адзуки часто едят на десерт. В частности, её вываривают с сахаром, получая анко (яп. 餡子), пасту, популярную во всех азиатских странах. Анко готовят и с добавками, например, каштаном.
С анко готовят многие блюда китайской кухни, например, танъюань, цзунцзы, юэбин, баоцзы и хундоубин.
В японской кухне анко — обычная начинка сладостей: ан-пан, дораяки, имагаваяки, мандзю, монака, аммицу, тайяки и дайфуку готовятся с анко. Суп из уваренных с сахаром и щепоткой соли до густоты сиропа адзуки называется сируко. Адзуки едят пророщенными. Популярен напиток с варёными адзуки. Рис с анко называется сэкихан (яп. 赤飯) и готовится на праздники. Из адзуки готовят аманатто, популярную добавку в мороженое.
20 октября 2009 Pepsi выпустила на японский рынок напиток с адзуки.
Адзуки с маслом и сахаром — популярное блюдо сомалийской кухни камбууло.

## Пищевая ценность
В семенах содержатся полезные пищевые волокна, 200 мл варёных семян — это от 9 до 13 граммов волокон. В семенах также много белка, сложных углеводов и железа.

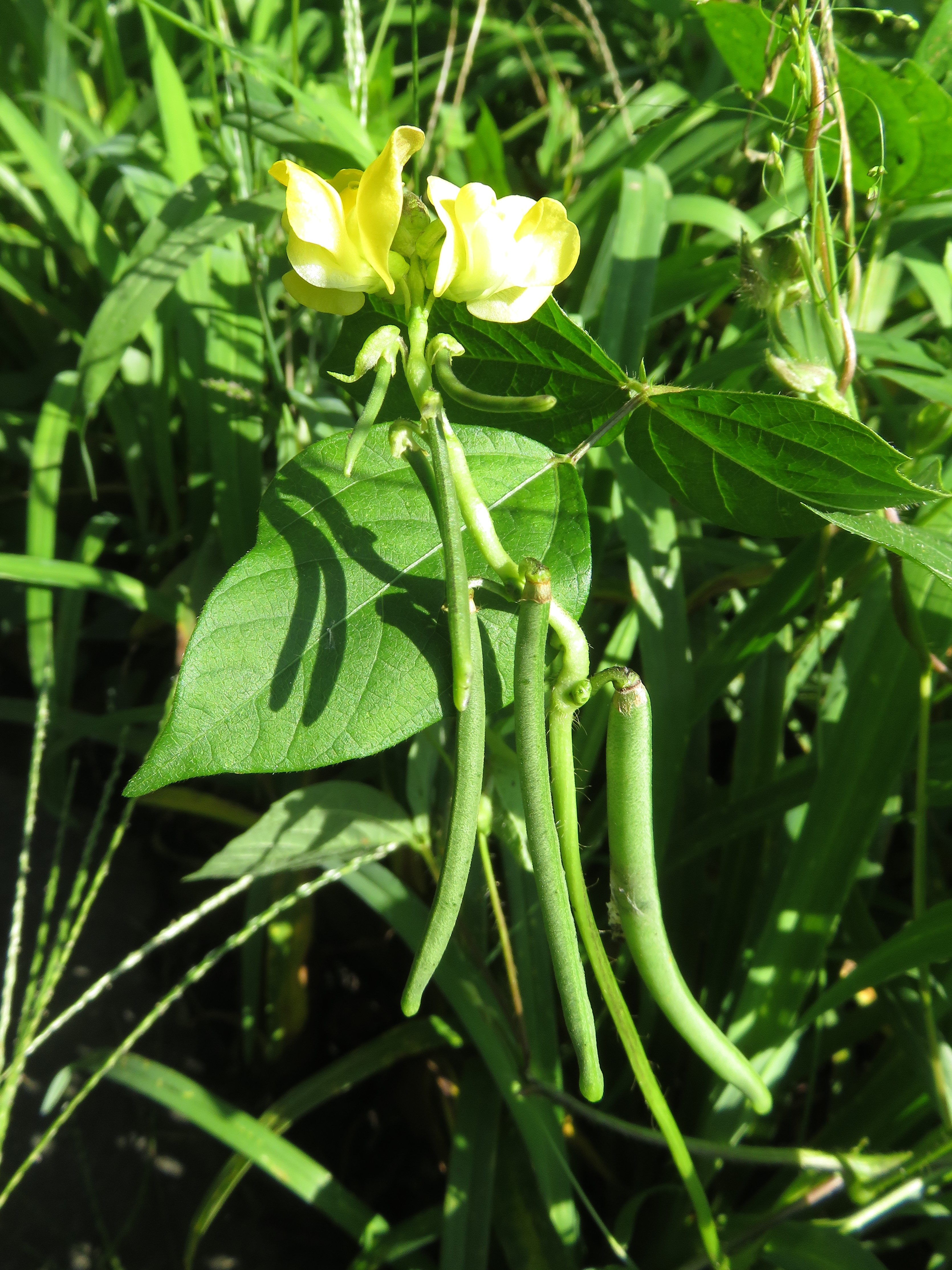
Цветы и бобы
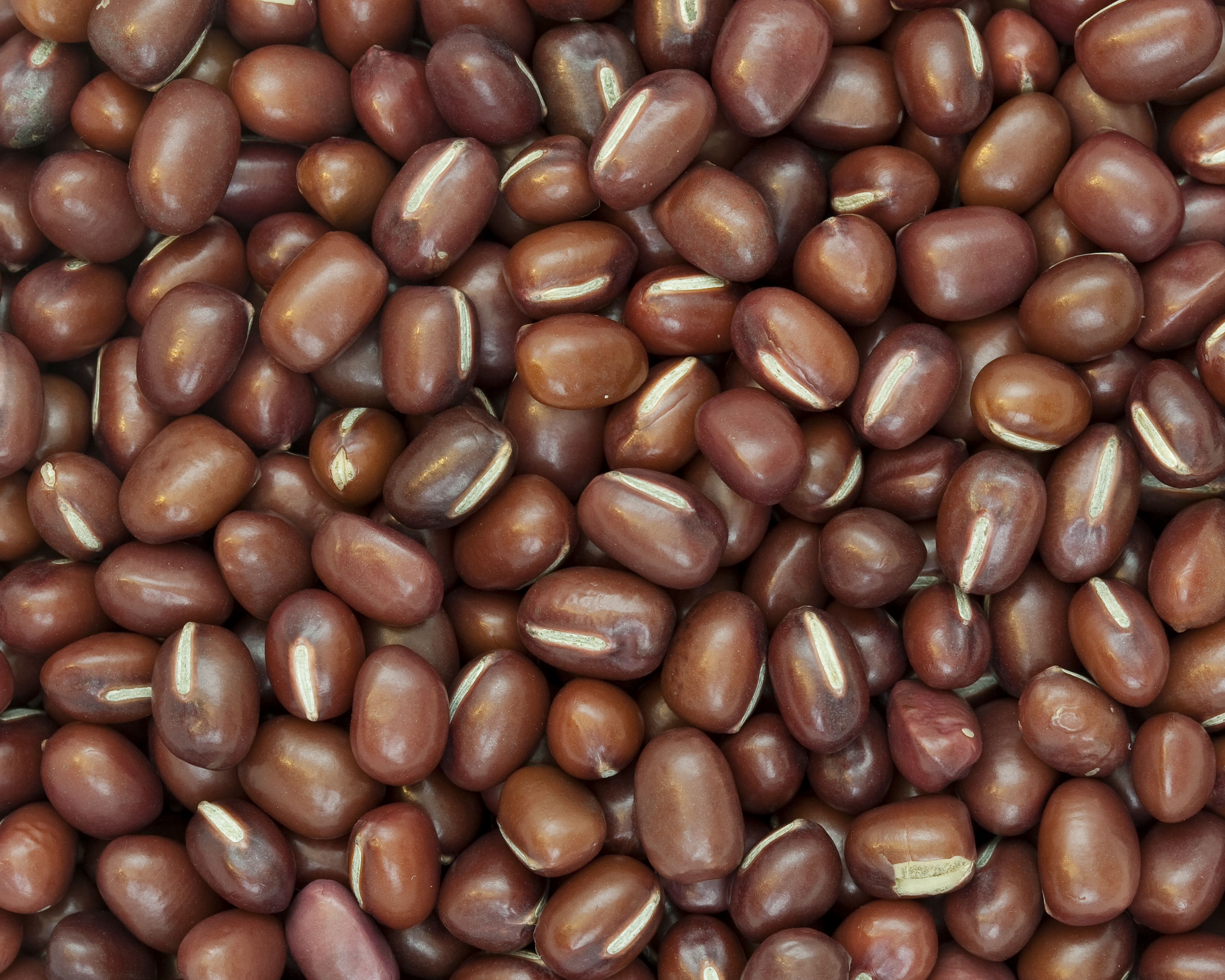
Семена
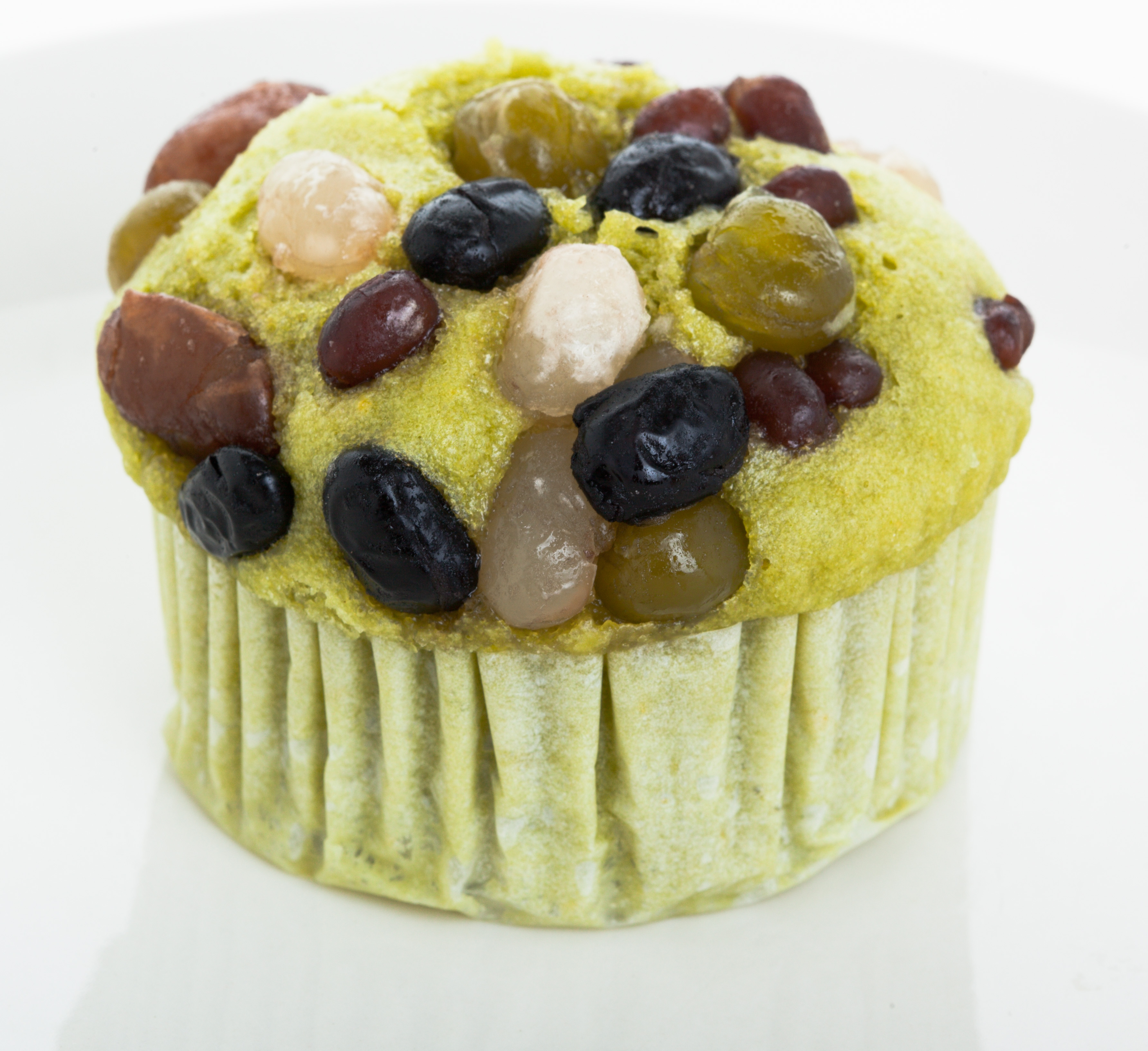
Кекс с маття и семенами адзуки
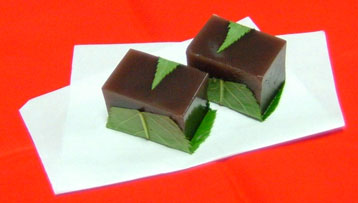
Ёкан (яп. 羊羹 ё:кан) — желе из анко, агара и сахара